# Bruce Nauman
Bruce Nauman, né le 6 décembre 1941 à Fort Wayne en Indiana, est un sculpteur et vidéaste américain.

## Biographie
Bruce Nauman étudie l'art et les mathématiques à l'université du Wisconsin (1960-1964) il poursuit par la suite son apprentissage dans le domaine artistique à Davis en Californie (1965-1966). Peintre abstrait à ses débuts, influencé par le mouvement dada, il refuse de se cantonner à une école artistique particulière. Après un parcours atypique, il installe son atelier dans une ancienne épicerie à San Francisco en 1966.  
En rupture avec les questionnements artistiques de son époque, Bruce Nauman s'interroge sur le corps humain et ses mouvements. Il réalise des performances filmées dans lesquelles il expose des gestes du quotidien. Mais il ne se limite pas à une seule technique et explore plusieurs moyens d'expressions (supports), tels que la sculpture, la vidéo, la performance, l'holographie, le dessin, les néons ou encore les installations. De par ses pratiques multiples, Bruce Nauman est encore aujourd'hui un artiste inclassable. Proche de l'art minimal, de l'art conceptuel, du funk art, il déclare pratiquer un art qui agresse : « Je veux qu'il soit véhément et agressif, parce que cela oblige les gens à y prêter attention » déclare-t-il au Hamburger Bahnhof.  
Son travail sera exposé pour la première fois à la galerie Nicholas Wilder Gallery de Los Angeles en 1966. Aux côtés de Ronald Davis, John Mc Craken et de Robert Graham, il expose des sculptures de fibre de verre représentant son propre corps. Il est élu membre de l'Académie des arts de Berlin en 1997.

## Œuvre

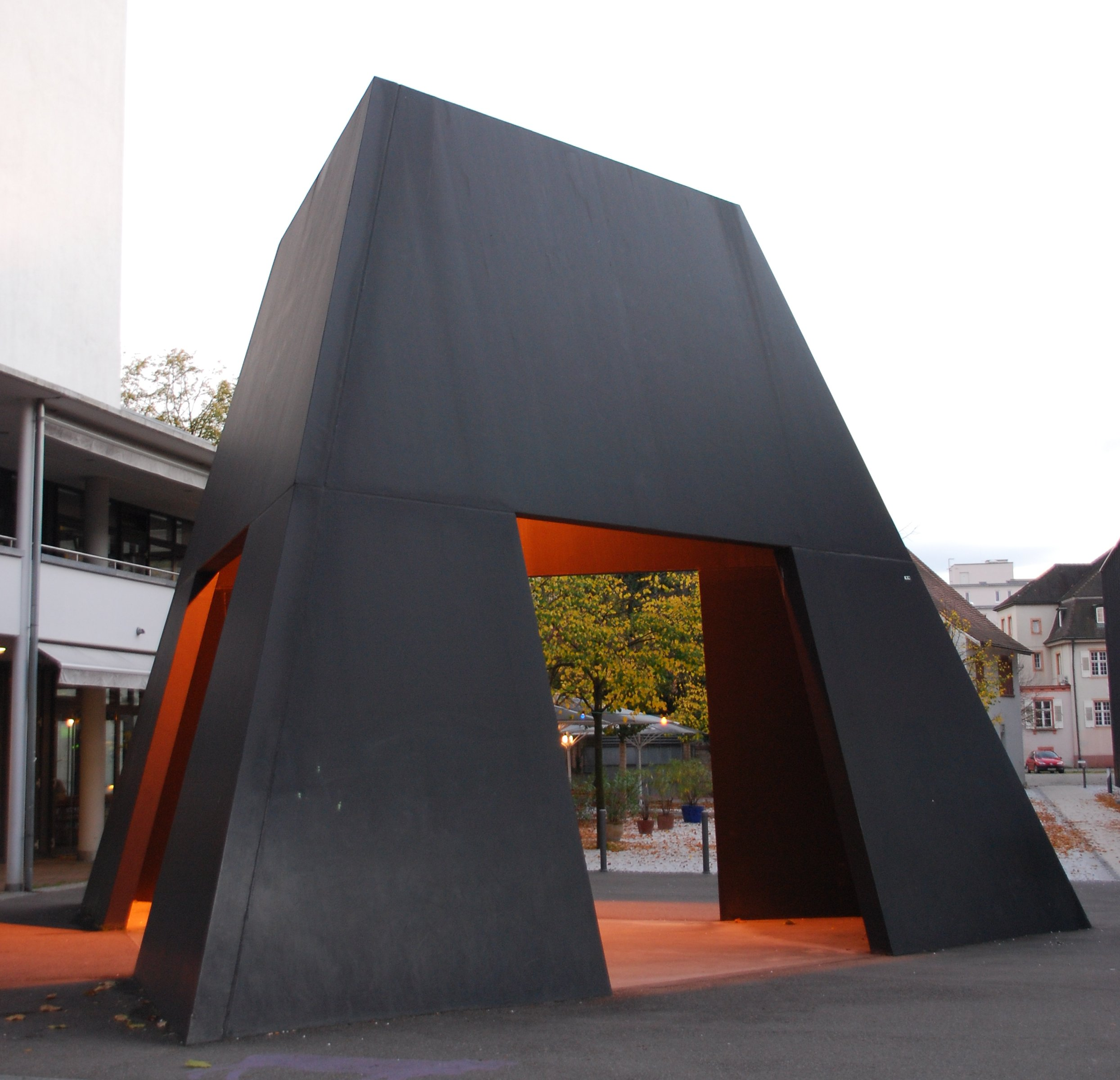
Truncated Pyramid Room

Artiste aux pratiques variées, il arrête de peindre en 1965 et commence la fabrication de sculptures, d'objets et de montages vidéo dans son atelier à San Francisco. Plus de soixante de ses travaux sur le thème du corps et ses déplacements seront publiés entre 1966 et 2005. Accordant autant d'importance au procédé utilisé qu'au message transmis, Bruce Nauman questionne la finalité de ses créations. Il déclare présenter et non produire des objets. Une plus grande importance est ainsi accordée au processus créatif minimisant l'importance esthétique de l'objet final ; vision artistique que l'on retrouve chez d'autres artistes tels que Vito Acconci et Eva Hesse. L'objet devient expression d'une volonté artistique. 
Il commencera à travailler sur des supports organiques comme  des moules en cire ou en fibre de verre afin de « fossiliser  » certaines parties de son corps. Il réalise plusieurs modèles qui lui permettent de mettre en place un jeu de transparence et d'opacité entre les différentes sculptures. Dès ses premières réalisations Bruce Nauman s’intéresse à l'aspect brut et non fini de la matière, créations qu'il exposera pour la première fois aux côtés de trois autres artistes en 1966. Dès 1967, il inaugure une réflexion plastique et théorique à propos de son propre corps qu'il découpe en morceaux, tête en bas ou coupée, membres disloqués.  
Plaçant l'anthropomorphisme au centre de sa réflexion artistique, Bruce Nauman est l'auteur d'un grand nombre de performances vidéo. Vidéos dans lesquelles l'artiste se met en scène, s'interrogeant sur son propre corps et son mouvement. Cette recherche artistique se traduit par la publication d'une série de vidéos, de 1967 à 1969, dans lesquelles, il transforme son corps en matière manipulable, sujet à une gestuelle répétitive. Pour la réalisation de ses vidéos, telle que Walking in an Exaggerated Manner Around the Perimeter, dans laquelle il déambule dans son atelier en accentuant ses mouvements, Bruce Nauman s'inspire du travail de Meredith Monk, musicienne, chorégraphe et autrice de happenings d'avant garde depuis 1962.  
Intéressé par le corps humain, Bruce Nauman invite les spectateurs à participer à ses performances. Le corridor de 1969, exposé au Musée Guggenheim de New York, invite le « regardeur » à devenir acteur. Celui-ci est amené à parcourir l'espace  proposé par l'artiste, un couloir exigu (50.8x24.8x60.9) dans lequel son corps sera contraint à l'immobilité. Observé depuis une installation vidéo connectée à un écran, le performeur est spectateur de son propre corps. Confronté à l'étroitesse de l'installation, la sensation d'angoisse au sens étymologique du terme latin « angustu » (lieu étroit) est mis en scène. Créant un état de mal-être, Bruce Nauman expose sa volonté de provoquer le spectateur afin de dénoncer la condition humaine de son temps.  
Plus tard, au travers de ses montages vidéo se manifeste le concept du corps comme langage. Concept qui s'appuie sur les textes de Ludwig Wittgenstein, philosophe autrichien travaillant sur la philosophie du langage et la recherche de la vérité. Influencé par sa rencontre avec John Cage et Merce Cunningham, il répètera des fragments de gestes du quotidien ou des phrases simples, dans de nombreuses performances jouant ainsi sur le langage avec notamment des syllabes empruntées à son nom. Il jouera avec les lettres de l'alphabet à partir d'installations de néons. 
Dans les années 1960 et 1970, on verra Nauman utiliser la spirale de néon qu’il associera à des situations violentes et/ou sexuelles et provocantes. Il crée ensuite des carrousel.  Une de ses œuvres de l'époque s'intitule Live-Taped Video Corridor, et consiste en un moniteur posé au sol au bout d'un couloir étroit, le moniteur étant relié à une caméra qui couvre toute la longueur du couloir et dans laquelle se voit le spectateur.
En 1990, il revient au corps violent et filme en gros plan la tête d'un acteur tournant comme un gyrophare tandis qu'il prononce des déclarations violentes : "Hit me ! Beat me !" etc. 
Lorsqu'il parle de son travail, il explique : « Fondamentalement, mon œuvre est issue de la colère que provoque en moi la condition humaine. Ce qui me met en fureur, c'est notre capacité de cruauté, la faculté qu'ont les gens d'ignorer les situations qui leur déplaisent. Ce qui me fascine aussi, c'est de voir comment la colère ordinaire, et même la haine que l'on peut ressentir pour quelqu'un, se transforme en haine culturelle. » 
Dessinateur, il a aussi réalisé une œuvre graphique dans laquelle on retrouve sa passion pour les fragments de corps, les signes et l'écriture.

## Musées
- MAC de Lyon, musée d'art contemporain de Lyon : En 1989, le MAC de Lyon acquiert une œuvre emblématique : Good Boy, Bad Boy, (1985) et obtient le dépôt de Butt to Butt (Large) (1989) par le FNAC en 1992. Il acquiert quatre vidéos en 1997, puis d'autres en 2008. Au total, ce sont seize œuvres de Bruce Nauman que conserve le musée.
- Musée national d'Art modern, Paris : Mapping the Studio II with Color Shift, Flip, Flop & Flip/Flop (Fat Chance John Cage).
- Musée d'art contemporain de Montréal, en 2007. Elusive Signs : Bruce Nauman Works with Light, organisé par le Milwaukee Art Museum
- Autres : MoMa New York ; Philadelphia Museum of Art ; Philadelphie, Museum für Gegenwartskunst, Bâle, Suisse